# Pacto pela Democracia
O Pacto pela Democracia é uma iniciativa da sociedade civil brasileira voltada à preservação e revigoramento da vida política e democrática no país. Foi fundado em junho de 2018.
Formado por um arco amplo e plural de organizações, movimentos e atores relevantes na sociedade, o Pacto busca afirmar um espaço comum para a expressão do compromisso de resgatarmos e aprofundarmos práticas e valores democráticos diante dos inúmeros desafios que temos enfrentado ao longo dos últimos anos no país.
Para isso, funciona como plataforma plural, apartidária e aberta a todos os cidadãos, organizações da sociedade e atores políticos que se disponham a integrar a coalizão e se comprometer com a ação conjunta em torno de três eixos que norteiam nossa atuação com vistas ao revigoramento da construção democrática em todo o território nacional. 
- Promover a cultura democrática, valorizando o pluralismo, a tolerância e o engajamento cidadão nos marcos da democracia;
- Defender e revigorar a institucionalidade democrática e os princípios, liberdades e direitos fundamentais expressos na Constituição Federal;
- Fortalecer a articulação de redes e de ação conjunta na sociedade civil e no universo político em defesa da construção democrática.

## Organizações que fazem parte
Atualmente a rede o Pacto pela Democracia é composta por mais de 200 organizações da sociedade civil brasileira. É possível consultar a lista completa no site oficial. 

## Histórico
O lançamento do Pacto pela Democracia aconteceu em São Paulo e no Rio de Janeiro. Em agosto, ele organizou um festival chamado Festivote, onde organizações da sociedade civil apresentaram mais 30 palestras, painéis e rodas de conversa sobre temas diversos, para um público de cerca de 300 pessoas. Ele também lançou a campanha #eubancoademocracia. Em agosto, lançou a plataforma Eleições Melhores, um mapeamento que reuniu iniciativas pela qualificação do processo eleitoral. Em 2019, o Pacto pela Democracia seguiu trabalhando pela defesa da democracia e o desenvolvimento e ampliação dos processos democráticos brasileiros através também de uma frente de Advocacy, levando as pautas da rede para os poderes, em Brasília. Em 2020, o Pacto mais uma vez se posicionou por eleições livres e pela realização de debates no ano eleitoral com a campanha "queremos debate". Em 2021, no mês de novembro, lançou o Manifesto por eleições livres, íntegras e pacíficas em 2022, uma preparação para a defesa da democracia durante as eleições presidenciais de 2022.  Ainda em 2022, integrou a A Vigília Cívica que aconteceu na sede da OAB-SP e reuniu 120 pessoas de 35 instituições para a defesa e monitoramento do processo eleitoral e para que o primeiro e segundo turnos ocorressem com tranquilidade e os resultados fossem rapidamente reconhecidos, inclusive internacionalmente. 